# 樹林十三公
24°59′55″N 121°25′49″E / 24.998744°N 121.430143°E

樹林十三公，是位於臺灣新北市樹林區的墳墓，祭祀乙未戰爭戰死的十三位抗日人士，今列為市定古蹟。

## 歷史
依《樹林市志》記載，1895年乙未抗日，農曆六月初一，日軍沿鐵路進襲樹林地區，與抗日義勇軍在圳岸腳激戰。戰死的楊烏龍、廖井、詹東金、鍾潭、陳樟、大再金、許姑、王吉等十三人合葬在圳岸腳。相傳埋葬時，因地區屬交通要衝，還有灌溉用的大排流過，有人認為地點不理想，要將他們遷葬，但擲筊問卜是執意留下。
日治時期初的祭祀是訂於農曆七月十九日。樹林老一輩流傳「烏龍廖井詹金東，逐家毋通𣍐記十三公」，第一句話是三個人名字的組合，指楊烏龍、廖井、覃東金，三人都是樹林人士。1896年報導11月中旬一名美少婦來此祭拜後回途就被強盜擄走，讓家人悲傷不已，記者便批評比喻祭祀的十三公香火鼎盛，但就像《金瓶梅》的應伯爵。次年報導此墓香火興盛程度就如台北霞海城隍廟，且還傳出有人帶來的祭品被兩個烏鬼奪走的傳說。

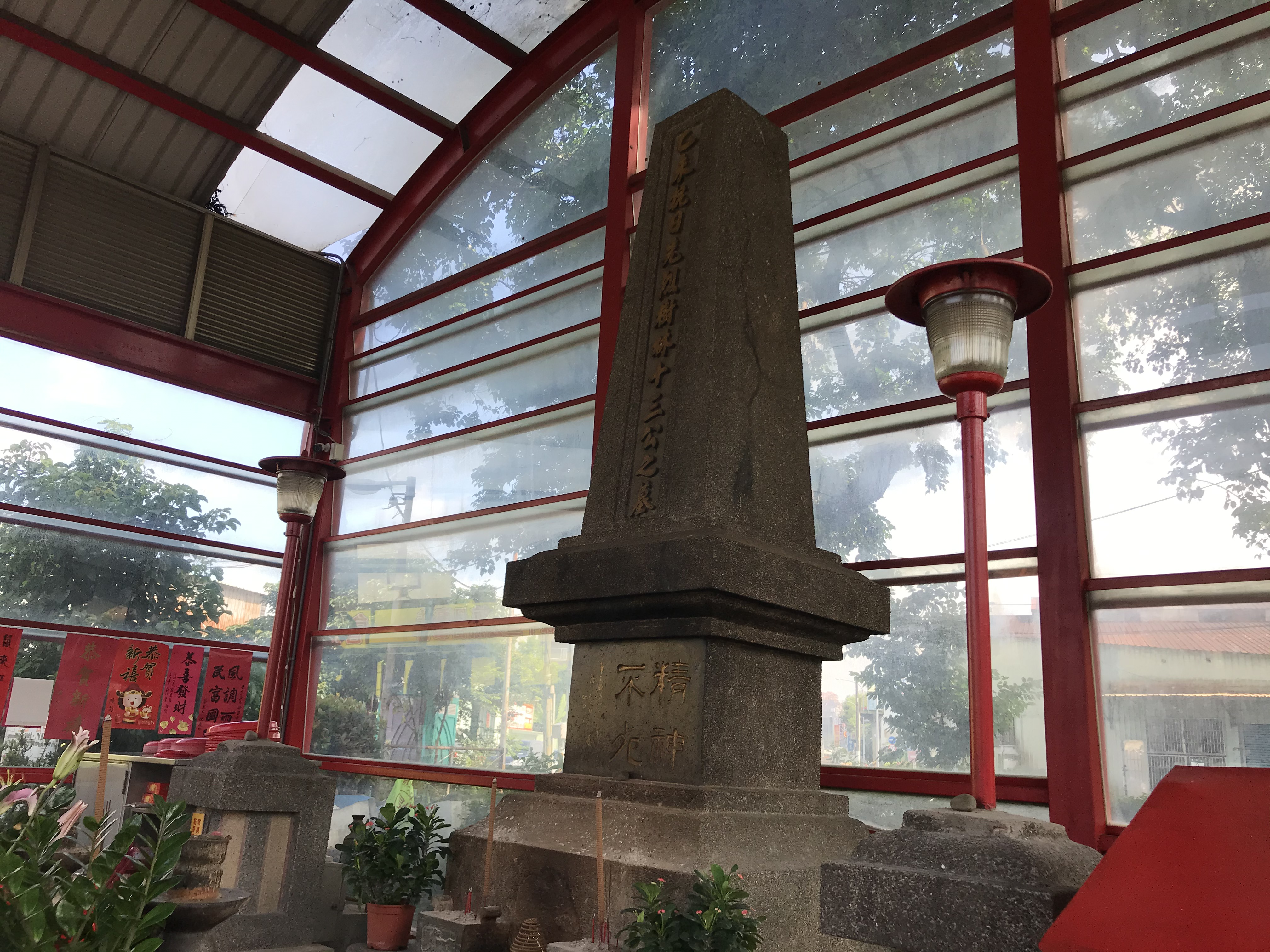
墓碑

日本戰敗後，當地民眾將十三公墓舊穴改用人造石，同時建碑題曰「台灣民主國先烈樹林十三公墓」。1953年7月13日（農曆六月初三），紀念五十八週年祭典。
1955年，樹林鎮長趙登計畫擴大，邀請當時鄉耆黃純青修撰碑文。黃純青書「精神不死」四字，並有紀念碑敘述成仁就義始末。1956年6月29日，高一．七五公尺、寬一．四二公尺的新碑破土興建，墓碑名改成「乙未抗日先烈十三公之墓」。一說改名原因是碑中的台灣民主國的字眼，被指為臺獨。同年7月19日（農曆六月初一），趙登以鎮長身分主祭六十週年紀念日。樹林區公所民政課長李天民表示，公所每年皆在農曆六月初一舉行祭禮。
2008年8月中旬，北縣文化局召開古蹟審議委員會審議，將位於樹新路、俊英街口的樹林十三公為北縣第五十九處古蹟，且成為樹林市第二處古蹟。2021年9月16日，墓域遭到一名七旬的精神障礙男子破壞。